# Mira Stupica
Miroslava Stupica (nombre de nacimiento Miroslava Todorović; Gnjilane, 17 de agosto de 1923 - Belgrado, 19 de agosto de 2016) fue una actriz serbia.

## Biografía
Hijo de Danica y Radomir Todorović.
Conocida por su trabajo en el teatro. Ella hizo su debut en el cine en 1951.
Contrajo matrimonio con Mavid Popovic, luego con Bojan Stupica desde 1948 al 1970.
En 1973 se casó con el político comunista Cvijetin Mijatović, permaneciendo con él hasta su muerte el 15 de noviembre de 1993.
En 2015, se instaló en una casa de retiro en el distrito de Zemun en Belgrado.
Mira Stupica falleció el 17 de agosto de 2016 a los 93 años, de un derrame cerebral.

## Premios
- Premio Pavle Vuisic
- Premio Sterija
- Estatuilla de Joakim Vujic

En Servia sido conmemorada con un sello postal en su honor. 